# Аихара, Нобуюки
Нобуюки Аихара (яп. 相原 信行 Аихара Нобуюки, 16 декабря 1934 — 16 июля 2013) — японский гимнаст, олимпийский чемпион и чемпион мира.
Нобуюки Аихара родился в 1934 году в уезде Гумма префектуры Гумма (сейчас это территория города Такасаки); окончил Японский университет спортивной науки.
В 1956 году на Олимпийских играх в Мельбурне Нобуюки Аихара завоевал две серебряных медали. На чемпионате мира 1958 года он также завоевал две серебряных медали. В 1960 году на Олимпийских играх в Риме он завоевал две золотых медали, а в 1962 году завоевал две золотых медали чемпионата мира. Он собирался выступить и на Олимпиаде 1964 года, но полученная травма вынудила его навсегда прекратить участвовать в соревнованиях.
Нобуюки Аихара женился на гимнастке Тосико Сирасу, завоевавшей бронзовую медаль на Олимпиаде-1964. Их сын Ютака Аихара также стал гимнастом и завоевал бронзовую медаль на Олимпиаде-1992.